# Winhound
Winhound, formellt WinHound, är ett Malware som använder sig av ett popupfönster där det står att man kan ladda ner Winhounds demoversion gratis. Winhound utger sig för att vara ett antispywareprogram. Men det är ett malware som smittar datorn och segar ner den. Det är svårt att avsluta popupfönstret, om man försöker stänga fönstret via krysset så laddas programmet ned. Efter autoinstallationen visas ett meddelande med innebörden "Du måste köpa den riktiga versionen för att kunna skanna", men att följa den instruktionen resulterar i att det kostar pengar och att datorn får in mer virus.